# Südwestrundfunk

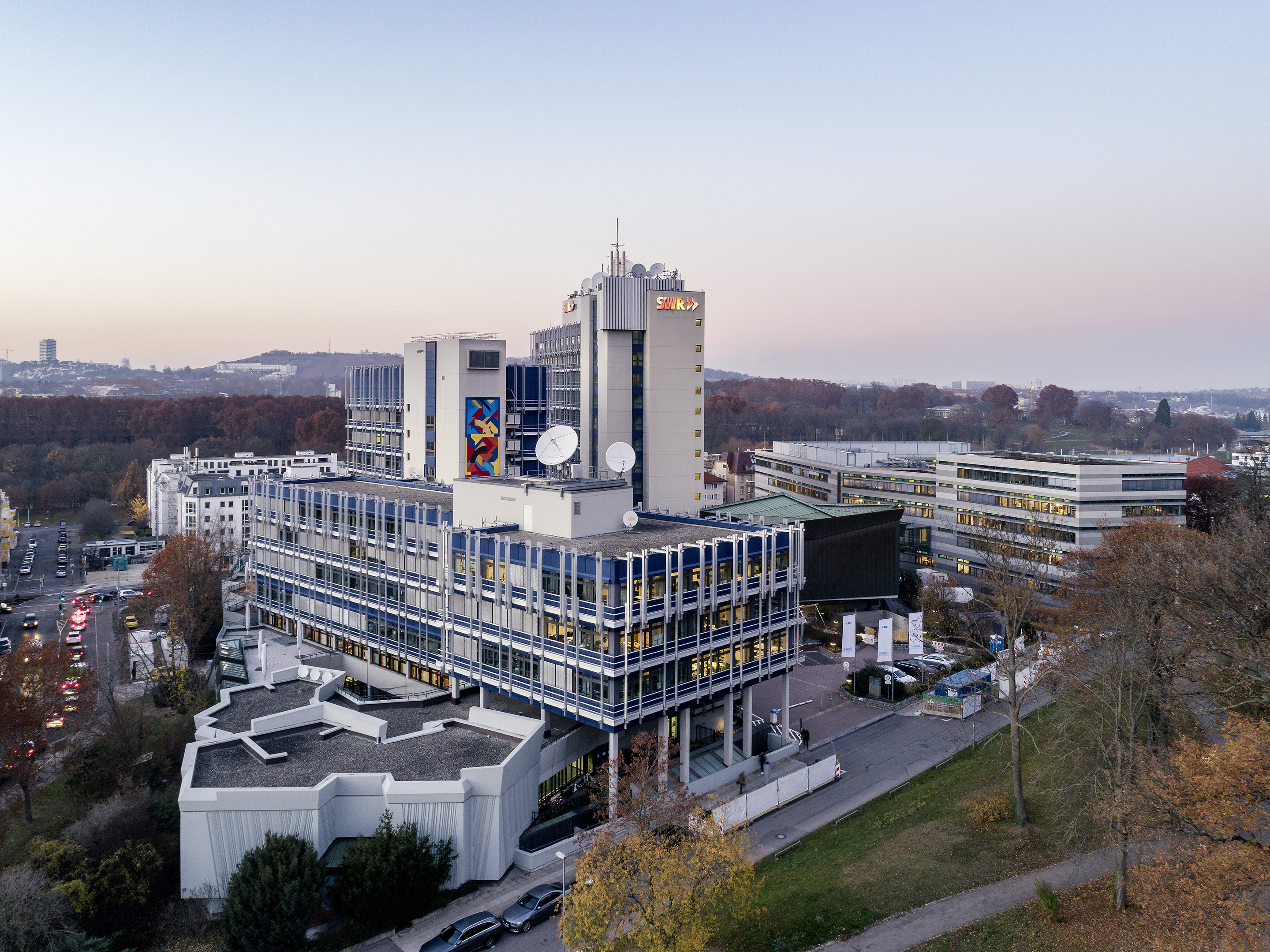
Funkhaus Stuttgart

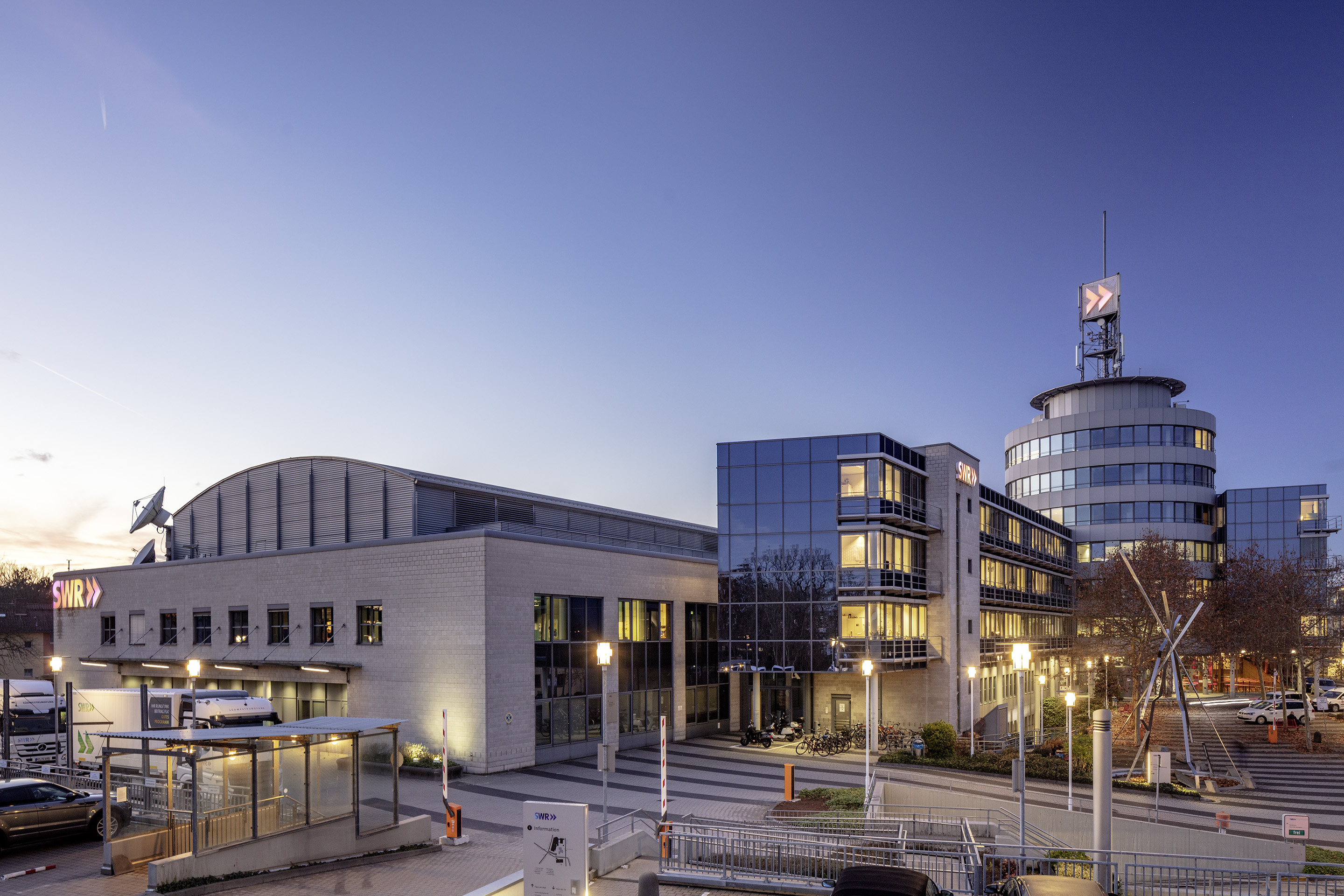
Funkhaus Mainz

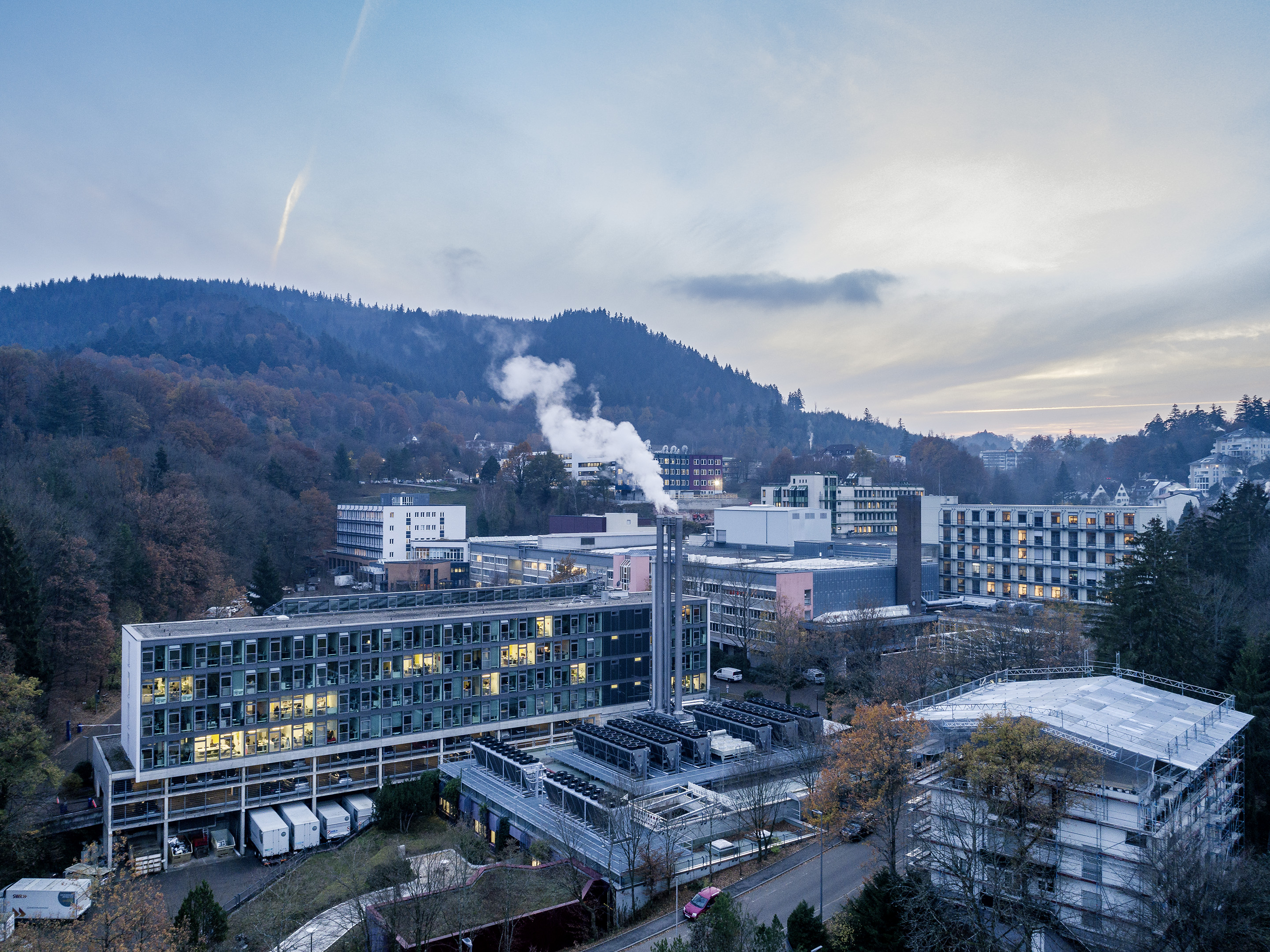
Funkhaus Baden-Baden

Aktuelles Logo seit 11. September 2023, Version mit ARD-Dachmarke

Logo des SWR bis 28. Februar 2011

Das Logo des SWR von November 2015 bis September 2023

Eine alte Farbvariante des Senderlogos

Der Südwestrundfunk (SWR) ist eine Landesrundfunkanstalt für die Länder Baden-Württemberg und Rheinland-Pfalz. Er entstand 1998 als Fusion aus Süddeutschem Rundfunk und Südwestfunk und hat mit Baden-Baden, Mainz und Stuttgart drei Hauptstandorte, wobei letzterer als Verwaltungssitz dient. Der SWR ist nach dem WDR die zweitgrößte Rundfunkanstalt der ARD und eine Anstalt des öffentlichen Rechts.

## Auftrag
Der SWR ist die Landesrundfunkanstalt der Länder Baden-Württemberg und Rheinland-Pfalz. Sein Programm soll die Bürger dieser Länder informieren, bilden, beraten, unterhalten und insbesondere Beiträge zur Kultur anbieten. Ein Beitritt des Saarlands ist nach § 40 des SWR-Staatsvertrags möglich, geschieht jedoch nicht, weil das Saarland mit dem Saarländischen Rundfunk (SR) eine eigene Rundfunkanstalt besitzt.

## Geschichte
Der SWR wurde zum 1. Januar 1998 zunächst als Neugründung durch die beiden Bundesländer geschaffen. Am 30. August 1998 übernahm er den Sendebetrieb von SDR und SWF. Nach einer einmonatigen Abwicklungsphase wurde der SWR am 1.10. auch Rechtsnachfolger seiner Vorgängeranstalten. Diesen Weg hatten die Landesregierungen einer bloßen Zusammenführung zweier Anstalten, wie sie etwa 2003 bei der Fusion von SFB und ORB zum RBB praktiziert wurde, vorgezogen. Der Staatsvertrag über den Südwestrundfunk war bereits am 31. Mai 1997 unterzeichnet worden. Im Staatsvertrag sind die Pflicht zur Objektivität und Pluralität seiner Berichterstattung sowie der kulturelle Auftrag des öffentlich-rechtlichen Rundfunks verankert.
Intendant des Senders wurde 1998 der bis dahin amtierende Intendant des SWF, Peter Voß. Am 1. Dezember 2006 wurde der vorherige Verwaltungsdirektor Peter Boudgoust zum Intendanten gewählt. Er führte das Amt vom 1. Mai 2007 bis 31. August 2019. Ihm folgte der heute amtierende Intendant Kai Gniffke.

### Weg zur Fusion
Durch die Fusion wurde der südwestdeutsche Rundfunk-Sonderfall beendet. Bis 1998 hatte Baden-Württemberg als einziges deutsches Bundesland zwei verschiedene Landesrundfunkanstalten für den nördlichen und südlichen Landesteil – von denen eine zusätzlich noch für ein anderes Bundesland zuständig war. Dies war historisch begründet: Der SWF war nach dem Zweiten Weltkrieg als Sender für die französische Besatzungszone mit den Ländern Baden, Württemberg-Hohenzollern und Rheinland-Pfalz gegründet worden, der SDR für das Land Württemberg-Baden der amerikanischen Besatzungszone. 1952 schlossen sich die Länder Baden, Württemberg-Hohenzollern und Württemberg-Baden zum neuen Land Baden-Württemberg zusammen, ohne dabei die Rundfunkzuständigkeit zu verändern.
Während beide Anstalten (und der Saarländische Rundfunk (SR)) beim Fernsehen und ab 1968 auch bei den Kultur-Hörfunkprogrammen (SWF 2, SDR 2, SR 2) von Anfang an eng kooperierten, beschränkte sich die Kooperation im übrigen Hörfunk auf einzelne Gemeinschaftssendungen. Unterschiedliche Unternehmenskulturen und Programmphilosophien sowie der Umstand, dass in einem Großteil Baden-Württembergs sowohl die Programme des SWF als auch die des SDR empfangbar waren und genutzt wurden, führten zu einer Konkurrenz der beiden Anstalten und einem bisweilen offenen Werben um „Fremdhörer“.  Besonders ausgeprägt war das Konkurrenzverhältnis zwischen den Machern und Hörern der beiden Popwellen SWF3 und SDR 3.
Bereits seit den 1970er Jahren wurden verschiedene Szenarien für eine Neuordnung des Rundfunks im Südwesten diskutiert. Dabei standen vor allem zwei Modelle im Vordergrund, zum einen die Fusion von SDR, SWF und SR zu einer Dreiländeranstalt nach Vorbild des Norddeutschen Rundfunks, zum anderen die Auflösung des Südwestfunks mit der Erweiterung der SDR-Zuständigkeit auf ganz Baden-Württemberg und der des SR um Rheinland-Pfalz. Da es gegen jedes dieser beiden Modelle erhebliche Widerstände gab – den einen war eine Dreiländeranstalt zu groß, den anderen eine Rundfunkanstalt nur für Rheinland-Pfalz und das Saarland zu klein –, wurde der Status quo beibehalten. 1988 startete der damalige baden-württembergische Ministerpräsident Lothar Späth eine erste Initiative zur Fusion von SDR und SWF ohne Beteiligung des Saarlands. Zwar scheiterte dieser Ansatz, jedoch wurden SDR und SWF 1991 zur Fusion ihrer beiden Kulturprogramme (aus SDR 2 und SWF 2 wurde so S2 Kultur) und zur Schaffung eines gemeinsamen vierten Hörfunkprogramms für Baden-Württemberg (S4 Baden-Württemberg) verpflichtet. Die Kooperation mit dem SR im Hörfunkbereich wurde einseitig aufgekündigt, im Fernsehbereich aber fortgesetzt. 1997 startete das gemeinsam veranstaltete, zunächst aber nur im Digitalradio DAB verbreitete Jugendradioprogramm Dasding.
Nach den Landtagswahlen 1996 starteten beide Intendanten (Peter Voß, Hermann Fünfgeld) und beide Ministerpräsidenten (Erwin Teufel, Kurt Beck) eine neue Fusionsinitiative, die 1997 in den Staatsvertrag über den Südwestrundfunk mündete. Besonders im SDR-Sendegebiet und im SDR selbst wurde der Staatsvertrag vielfältig kritisiert, da man ihn als feindliche Übernahme des SDR durch den SWF interpretierte. Tatsächlich wurden nach der Fusion die meisten Zentraleinrichtungen der Anstalt in der ehemaligen SWF-Zentrale in Baden-Baden konzentriert, die meisten Leitungsposten mit ehemaligem SWF-Personal besetzt, ohne dass eine Ausschreibung der fraglichen Stellen oder Wahl stattgefunden hatte. Die neuen Hörfunkprogramme des SWR orientierten sich deutlich stärker an den ehemaligen des SWF als an denen des SDR.

### Seit der Fusion
Durch die Fusion wurden zwei Landessender im SWR mit weitreichenden Befugnissen und eigenen Strukturen eingerichtet. Fachredaktionen, vor allem des SDR, wurden abgebaut, dafür zahlreiche Korrespondentenbüros im Sendegebiet neu eröffnet. Entsprechend wurden sowohl im Hörfunk wie im Fernsehen themenspezifische Fachsendungen verringert und die regionale Berichterstattung verstärkt.
Im Jahr 2000 durfte der SWR UKW-Frequenzen für sein Jugendprogramm DASDING in Betrieb nehmen, was ihm bis dahin untersagt gewesen war. 2002 startete der SWR sein Informationsprogramm SWR cont.ra. 2005 übernahm er vom RBB die Zuständigkeit für das digitale Fernsehprogramm EinsPlus. Zwischen 2006 und 2008 stellte der SWR den terrestrischen Fernsehsendebetrieb von der alten Analognorm PAL zum neuen Digitalstandard DVB-T um. 2011 startete er mit der Ausstrahlung seiner Hörfunkprogramme im Digitalstandard DAB+. Am 9. Januar 2012 wurde SWR cont.ra durch SWRinfo ersetzt.
Seit dem 30. April 2012 ist das SWR Fernsehen im hochauflösenden HDTV über Satellit empfangbar, das analoge Satellitensignal wurde abgeschaltet.
2007 löste Peter Boudgoust Peter Voß als Intendanten ab, 2011 wurde er wiedergewählt. Unter Boudgoust fuhr der SWR einen konsequenten Sparkurs; so wurden die beiden Sinfonieorchester fusioniert und für das Kulturprogramm SWR2 bis 2020 eine Kürzung des Etats um ein Viertel gegenüber 2010 angekündigt. Am 23. Mai 2019 wurde Kai Gniffke als Nachfolger von Peter Boudgoust gewählt.

## Organisation und Finanzen

### Kontrollgremien Rundfunk- und Verwaltungsrat
Der Südwestrundfunk wird von einem 74-köpfigen Rundfunkrat kontrolliert, dessen Zusammensetzung aus Vertretern gesellschaftlich und politisch relevanter Interessensvertretungen der beiden Bundesländer durch den Staatsvertrag geregelt ist. Der Rundfunkrat überwacht insbesondere auch die Einhaltung der Programmgrundsätze. Er berät die Intendantin oder den Intendanten in allgemeinen Programmangelegenheiten.
Demgegenüber überwacht der 18-köpfige Verwaltungsrat die Geschäftsführung in Bezug auf administrative und finanzielle Angelegenheiten und legt den Haushaltsplan sowie den Jahresabschluss fest. 10 Mitglieder des Verwaltungsrats wählt der Rundfunkrat. Die Landtage und Landesregierungen von Baden-Württemberg und Rheinland-Pfalz entsenden pro Bundesland drei weitere Verwaltungsratsmitglieder. Zwei weitere Mitglieder entsendet der Personalrat, und zwar eines aus jedem Land. Vorsitzender des Verwaltungsrates ist seit dem 16. September 2011 Hans-Albert Stechl. Die Zugehörigkeit zu Rundfunkrat und Verwaltungsrat wird mit einer festen monatlichen Aufwandsentschädigung sowie Sitzungsgeldern vergütet.

### Intendanz und Direktion
Sitz von Intendanz, Verwaltungsdirektion und Landessenderdirektion Baden-Württemberg ist Stuttgart, die Fernseh- und Hörfunkdirektion sowie die Direktion Technik und Produktion sind in Baden-Baden angesiedelt, und das Justitiariat und die Landessenderdirektion Rheinland-Pfalz befinden sich in Mainz.
Dem Intendanten unterstellt sind neun Direktoren und Direktorinnen, die für folgende Aufgabengebiete Verantwortung tragen (Dienstort in Klammern):
Jan Büttner: Verwaltung (Stuttgart)
Clemens Bratzler: Programmdirektor Information, Sport, Film, Service & Unterhaltung (Baden-Baden)
Anke Mai: Programmdirektorin Kultur, Wissen & junge Formate (Baden-Baden)
Stefanie Schneider: Landessender Baden-Württemberg (Stuttgart)
Ulla Fiebig: Landessender Rheinland-Pfalz (Mainz)
Alexandra Köth und Katrin Neukamm: Justitiariat (Mainz)
Thomas Dauser: Direktor Innovationsmanagement und Digitale Transformation (Stuttgart)
Michael Eberhard: Technik und Produktion (Baden-Baden)

### Mitarbeiter
Der SWR wies ab dem Jahr 2006 insgesamt rund 3650 Mitarbeiter-Planstellen aus (im August 1998 waren es über 4200), dazu kommt eine nicht bezifferte Zahl freier Mitarbeiter ohne Planstelle. Im Jahresdurchschnitt 2018 waren 3582 Mitarbeiter beim SWR beschäftigt.
Der gesamte Personalaufwand des SWR inklusive Altersversorgungsaufwendungen lag 2014 bei 503,537 Millionen Euro. Das Bruttogehalt des Intendanten betrug im Jahr 2013 rund 309000 Euro, im Jahr 2018 beliefen sich dessen Bezüge auf 356000 Euro.
Der Landesrechnungshof Baden-Württemberg erstellte einen im Jahr 2024 bekanntgewordenen Prüfungsbericht. Darin wird festgestellt, dass das Eigenkapital des SWR verzehrt ist und die Alters- und Pensionsversorgung für SWR-Mitarbeiter eine hohe finanzielle Belastung darstellt. Eine Zweckentfremdung des Rundfunkbeitrags wurde in dem Bericht nicht festgestellt.
Der Landesrechnungshof empfiehlt dem SWR deshalb, Tarifsteigerungen und Versorgungslasten künftig zu begrenzen. Denn die Pensionszahlungen seien maßgeblich dafür verantwortlich, dass das Eigenkapital des Senders aufgezehrt sei (in: Sonderbericht zum SWR mit dem Schwerpunkt „Betriebliche Altersversorgung und Deckungsstöcke“ für 2013 bis 2019).

### Finanzierung
Beitragseinnahmen des SWR aus dem Rundfunkbeitrag inklusive der Rückflüsse aus dem Anteil der Landesmedienanstalten am Rundfunkbeitrag:
| Jahr | Beitragseinnahmen  | Rückflüsse Medienanstalten | Beitragseinnahmen gesamt | Quelle |
| ---- | ------------------ | -------------------------- | ------------------------ | ------ |
| 2013 | 987.574.064,73 €   | 8.018.927,04 €             | 995.592.991,77 €         | [ 22 ] |
| 2014 | 1.060.649.239,32 € | 8.782.933,83 €             | 1.069.432.173,15 €       | [ 23 ] |
| 2015 | 1.030.625.236,87 € | 8.565.582,55 €             | 1.039.190.819,42 €       | [ 24 ] |
| 2016 | 1.012.754.398,18 € | 7.823.571,82 €             | 1.020.577.970,00 €       | [ 25 ] |
| 2017 | 1.000.986.890,59 € | 7.747.643,77 €             | 1.008.734.534,36 €       | [ 26 ] |
| 2018 | 1.023.455.834,97 € | 7.989.353,47 €             | 1.031.445.188,44 €       | [ 27 ] |
| 2019 | 1.012.979.468,66 € | 7.890.799,55 €             | 1.020.870.268,21 €       | [ 28 ] |
| 2020 | 1.021.981.326,18 € | 7.967.400,88 €             | 1.029.948.727,06 €       | [ 29 ] |
| 2021 | 1.052.874.394,63 € | 8.215.306,17 €             | 1.061.089.700,80 €       | [ 30 ] |
| 2022 | 1.067.413.048,81 € | 8.406.770,83 €             | 1.075.819.819,64 €       | [ 31 ] |
| 2023 | 1.112.853.555,19 € | 8.758.929,06 €             | 1.121.612.484,25 €       | [ 32 ] |

### Tochtergesellschaften
Über die SWR Media Services GmbH, die hundertprozentige Tochtergesellschaft des SWR, ist der SWR mittelbar an verschiedenen Unternehmen beteiligt:
SWR Sender Services GmbH
Schwetzinger SWR Festspiele gGmbH – Veranstalter der seit 1952 jährlich stattfindenden Festspiele
PUB – Public Value Technologies GmbH
MFG Medien- und Filmgesellschaft Baden-Württemberg
Digital Radio Südwest GmbH
Bavaria Film GmbH – Film- und Fernsehproduktionsunternehmen
ARD MEDIA GmbH
AGF Videoforschung GmbH
Zudem ist die SWR Media Services Mitglied im Haus des Dokumentarfilms e. V. – Europäisches Medienforum Stuttgart e. V.

## Standorte

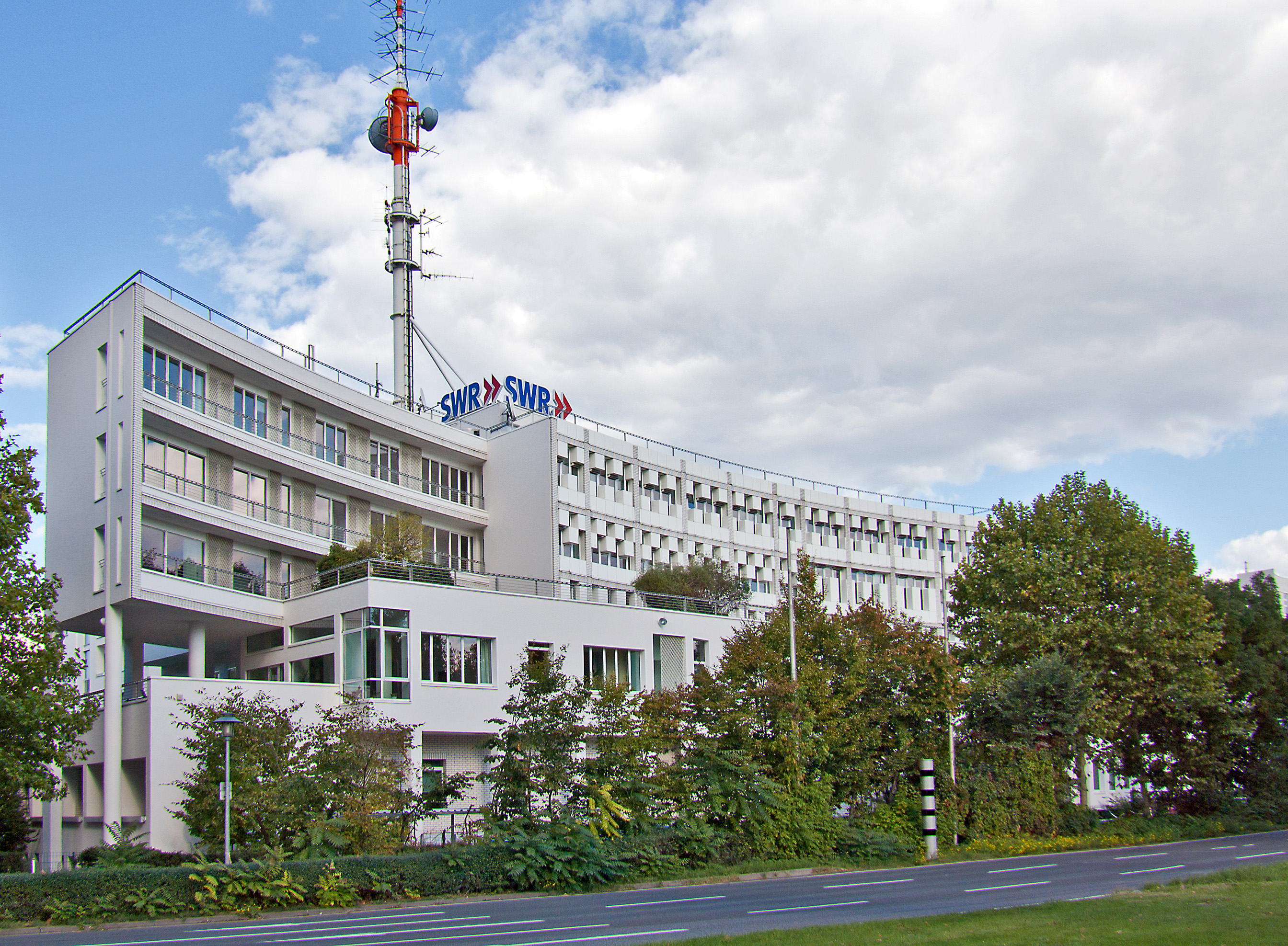
Ehemaliges Studio Mannheim-Ludwigshafen, das bis 2024 genutzt wurde.

Während die Landesprogramme SWR1 und SWR4 größtenteils in Stuttgart und Mainz produziert werden, entstehen die länderübergreifenden Programme SWR2, SWR3, DASDING und SWR Aktuell in Baden-Baden. Hier sind auch die TV-Redaktionen für Kultur und Unterhaltung sowie die Direktion Technik und Produktion ansässig. Neben landesbezogenen Redaktionen nehmen das Funkhaus Stuttgart mit dem Sitz des Intendanten und der Sportredaktion sowie das Funkhaus Mainz mit dem Justitiariat und der Online-Redaktion aber auch länderübergreifende Aufgaben wahr. Die Kinderhilfsaktion Herzenssache mit Sitz im SWR Funkhaus Mainz ist die offizielle Spenden- und Mitmachaktion von SWR, Saarländischem Rundfunk und Sparda-Bank, die hilfsbedürftige Kinder in Baden-Württemberg, Rheinland-Pfalz und dem Saarland unterstützt.
Der SWR unterhält neben den drei Funkhäusern in Stuttgart, Mainz und Baden-Baden noch baden-württembergische Studios in Friedrichshafen (mit Regionalbüros in Biberach, Konstanz und Ravensburg), Freiburg im Breisgau (mit Regionalbüros in Lörrach, Offenburg, Villingen-Schwenningen und Waldshut-Tiengen), Heilbronn (Regionalbüros in Schwäbisch Hall und Tauberbischofsheim), Karlsruhe (Regionalbüro in Pforzheim), Tübingen (mit Regionalbüro in Albstadt-Ebingen) und Ulm (Regionalbüro in Aalen), Mannheim-Ludwigshafen (mit Regionalbüros in Landau und Mosbach-Buchen) ; rheinland-pfälzische Studios in Mainz (Regionalbüros Bad Kreuznach und Worms), Kaiserslautern, Koblenz (Regionalbüros Bad-Neuenahr-Ahrweiler, Hachenburg), Trier (Regionalbüros Gerolstein, Traben-Trarbach).
Außerdem berichten für den SWR zwei Fernsehkorrespondenten und acht Hörfunk-Korrespondenten aus Berlin sowie ein Hörfunkkorrespondent aus Bonn (früher Studio in der Heinrich-Brüning-Straße 16).

## Programme, Online- und multimediales Angebot
Der SWR veranstaltet ein gemeinsames Fernsehprogramm für Baden-Württemberg und Rheinland-Pfalz und acht Hörfunkprogramme. Im Rahmen der digitalen Transformation wandelt und erweitert sich sein Portfolio daneben stark – multimediale sowie rein digitalen Angebote ergänzen Radio und TV. Vier inhaltliche Schwerpunktfelder bestimmen dabei das Portfolio des SWR: Information, Leben Südwest, Kultur, Spaß/beste Unterhaltung.
Flaggschiffe im Fernsehen sind die beiden Landesschauen für Baden-Württemberg und Rheinland-Pfalz. Insgesamt machen Landesinhalte 30 Prozent des Fernsehprogramms aus, 70 Prozent stammen aus dem gemeinsamen Mantelprogramm aus Baden-Baden. Dieser gemeinsame Mantel wird auch vom SR Fernsehen des Saarländischen Rundfunks übernommen, der dafür einzelne Sendungen zum Mantel beiträgt. Daneben produzierte der SWR bis 30. September 2016 federführend für ARD-digital das Fernsehprogramm EinsPlus, ab dem 1. Oktober 2016 für Funk.
Außerdem ist der SWR über die ARD an weiteren Gemeinschaftsfernsehprogrammen (Das Erste: SWR-Anteil: 18,2 Prozent; Phoenix, KiKA, Arte, 3sat, One, tagesschau24) beteiligt. Über sein DVB-T-Angebot verbreitet er in seinem Sendegebiet zusätzlich zu seinen eigenen und den Kooperationsprogrammen die dritten Fernsehprogramme von BR, hr und WDR.
Im Hörfunk produziert der SWR jeweils zwei Landeshörfunkprogramme für Baden-Württemberg und Rheinland-Pfalz: jeweils eine Ausgabe von SWR1, einem Hörfunkprogramm, das vor allem Oldies und softere Popmusik spielt, und eine Ausgabe von SWR4, das überwiegend Schlagermusik spielt. Auf beiden SWR-Programmen laufen regionale Programmfenster. Für das Abend- und Nachtprogramm werden jeweils die beiden Landesprogramme von SWR1 einerseits und SWR4 andererseits zusammengeschaltet. Daneben produziert der SWR vier überregionale Programme: das Kulturprogramm SWR2, das Popradio SWR3, die Jugendwelle Dasding und das Nachrichtenradio SWR Aktuell.
SWR Aktuell ist dabei als multimediales Angebot angelegt und bereitet Nachrichten und Informationen aus und für Baden-Württemberg und Rheinland-Pfalz in Radio, TV, Online, Social Media und eigener App auf. Als zweites ausgesprochen multimediales Angebot ist SWR Kultur im Aufbau.
Im Internet verbreitet der SWR neben seinen acht Hauptprogrammen verschiedene Audiostreams, die aus automatisierten Wiederholungen einzelner Hörfunksendungen bestehen. Prominentestes Angebot hierbei ist das Archivradio.
Zunehmend produziert und verbreitet der SWR auch dezidierte Streaminginhalte, vor allem für ARD Audiothek und ARD Mediathek.
Der SWR betreibt mit SWR.de eine Website. Gesamtverantwortlich ist Intendant Kai Gniffke, die technische Leitung hat Jürgen Ebenau inne. Die Inhalte zu Hörfunk- und Fernsehsendungen des SWR und die SWR.de-Nachrichten werden von den zuständigen Programmdirektionen verantwortet.
Unter der Adresse „swrmediathek.de“ wurde bis 2019 eine eigene Mediathek mit Video- und Audio-Streaming-Angebote betrieben. Seit dem 19. August 2019 werden diese Angebote sowie zusätzliche Inhalte in der ARD Mediathek bereitgestellt.
Der SWR hat im Oktober 2019 mit SWR Retro als erster öffentlich-rechtlicher Sender das historische Bildmaterial aus seinem Fernseharchiv der Öffentlichkeit zugänglich gemacht. Gut 7.000 Beiträge aus den Jahren 1955 bis 1965 wurden bisher (Stand: Februar 2022) über die ARD Mediathek veröffentlicht. SWR Retro war damit der Wegbereiter für das Archivprojekt ARD Retro, das im Oktober 2020 gestartet ist.

## Sendeanlagen
Der SWR betreibt wie die meisten westdeutschen ARD-Anstalten ein eigenes Sendernetz zur Verbreitung seiner Hörfunk- und Fernsehprogramme. Über dieses werden von einzelnen Standorten auch private Rundfunkprogramme abgestrahlt. Daneben nutzen häufig auch andere Betreiber von Funkdiensten wie Mobilfunkanbieter oder Behörden die Sendeanlagen mit. Daneben nutzt der SWR weitere Sendeanlagen, die von dem privaten Unternehmen Media Broadcast betrieben werden.
Aus Spargründen wurden mit dem Sendestart von SWRinfo die Mittelwellensender des SWR abgeschaltet, auf denen bis zum 8. Januar 2012 das Programm SWR cont.ra übertragen wurde. Der Südwestrundfunk begründet die Abschaltung mit dem Stromverbrauch, der bei einem Mittelwellensender viel höher sei als bei einem Digitalradiosendeturm. Durch die Abschaltung der Mittelwelle verringert sich die technische Reichweite des Senders, da die Digitalradiosender noch nicht ganz Südwestdeutschland abdecken.

## Orchester und Chöre
Der SWR beschäftigte 2012 in drei Landesrundfunkorchestern rund 300 Musiker. Der SWR finanzierte und unterhielt fünf eigene Formationen sowie ein sechstes in Kooperation. Dies waren die beiden Sinfonieorchester, die der SWR von seinen beiden Vorgängeranstalten übernommen hat, das SWR Sinfonieorchester Baden-Baden und Freiburg des SWF und das Radio-Sinfonieorchester Stuttgart des SWR des SDR. Diese beiden Orchester wurden 2016/17 in das SWR Symphonieorchester am Standort Stuttgart fusioniert. Während das SWF-Sinfonieorchester vor allem durch Interpretationen der Neuen Musik und die Donaueschinger Musiktage bekannt geworden war, machte sich das SDR-Sinfonieorchester durch die Schwetzinger Festspiele einen Namen. Chefdirigenten des Baden-Badener Orchesters waren unter anderem Hans Rosbaud, Ernest Bour und Michael Gielen, beim Stuttgarter Pendant gehören Hans Müller-Kray und Sergiu Celibidache zu den prägenden Leitern.
Vom SDR hat der SWR zwei weitere Klangkörper übernommen: Der frühere Südfunk-Chor Stuttgart tritt heute als SWR Vokalensemble Stuttgart auf, und das Südfunk-Tanzorchester, das lange Jahre von Erwin Lehn geleitet wurde, firmiert heute als SWR Big Band. Vom SWF hingegen stammt das 1970 von Heinrich Strobel gegründete Experimentalstudio des SWR, ein wichtiges Zentrum für neue und experimentelle Musik.
Die Deutsche Radio Philharmonie Saarbrücken Kaiserslautern entstand 2007 aus der Fusion des 1951 von Emmerich Smola gegründeten SWR Rundfunkorchesters Kaiserslautern, welches für niveauvolle Unterhaltungsmusik und leichte Klassik bekannt war, mit dem SR Rundfunk-Sinfonieorchesters Saarbrücken, und wird seitdem gemeinsam von SR und SWR geführt.
Daneben betreiben Redakteure und Moderatoren verschiedener SWR-Hörfunkwellen inoffizielle Bands: Die SWR1-Band (früher SWR1 Allstars) ist eine Coverband im SWR1-Musikformat und erste „Radioband“ des SWR, in der SWR1-Moderatoren und Musikredakteure spielen, unter anderem Matthias Holtmann, Hans-Peter Zachary, Stephan Randecker und Frieder Berlin. Als Sänger treten die SWR1-Jinglesänger Moman und Britta Medeiros auf. Ebenfalls eine Coverband ist die SWR3-Band, in der mehrere SWR3-Moderatoren spielen. Dies trifft auch auf die SWR4-Band zu, in der mehrere Moderatoren und Redakteure von SWR4 Baden-Württemberg mitwirken. Unter anderem sind dies Rainer Nitschke, Sabine Petrich und Tichina Vaughn. Zur Grundbesetzung gehören ferner Rolf-Dieter Fröschlin, Wolfgang Gutmann, Helmut Link, Karlheinz Link und Peter Schönfeld.

## Aufgaben in der ARD
Der SWR hat die Federführung für die Koordination der ARD-Mediathek (inkl. ARD.de), der ARD-Audiothek sowie der beiden Gemeinschaftsprogramme 3sat und Arte. Sitz der ARTE Deutschland TV GmbH ist Baden-Baden, Sitz von ARD.de ist in Mainz. Ebenfalls lag die Federführung des Digitalkanals EinsPlus beim SWR. Seit dem 1. Oktober 2016 hat der SWR die Federführung für das Nachfolgeangebot funk.

Ab 2026 ist der SWR für die Umsetzung der deutschen Übertragung und Ausstrahlung sowie der Auswahl des deutschen Beitrages für den Eurovision Song Contest zuständig.
Der SWR unterhält im Rahmen der ARD-Auslandsberichterstattung folgende Auslandsstudios:

### Hörfunk
Brüssel: Stephan Ueberbach
Istanbul/Teheran: Karin Senz, Christian Buttkereit
Johannesburg: Jana Genth
Kairo: Anne Almeling
London: Gabi Biesinger
Rio de Janeiro: Anne Herrberg
Shanghai: Eva Lamby-Schmitt
Washington, D.C.: Arthur Landwehr

### Fernsehen
Genf: Rainald Becker
Johannesburg: Richard Klug
Kairo: Simon Riesche, Ramin Sina
Madrid: Kristina Böker
Mexiko-Stadt: Marie-Kristin Boese
Rio de Janeiro: Xenia Böttcher

## Kritik
Im September 2013 veröffentlichte die Otto-Brenner-Stiftung (OBS) eine Studie, welche die Fernsehprogramme des SWR und des NDR untersuchte. Im Vorwort der Studie – das vom Geschäftsführer der OBS verfasst wurde – wird eine „Boulevardisierung“ der Rundfunkanstalten kritisiert, in einem Ausmaß, „das in etwa dem der privaten Konkurrenz“ entspreche. So werde etwa der Sendebetrieb nur durch hohe Wiederholungsraten aufrechterhalten, während die Informationsanteile tatsächlich deutlich niedriger als angegeben ausfielen.
SWR und NDR kritisierten diese Darstellung als unbelegt. Die Stiftung wies dagegen in einer Pressemitteilung den Vorwurf einer einseitigen Interpretation zurück.
Im Januar 2016 hatte sich der SWR zeitweilig entschieden, in der angesetzten Elefantenrunde (anlässlich der Landtagswahlen in Baden-Württemberg und Rheinland-Pfalz) auf eine Teilnahme kleinerer Parteien zu verzichten, nachdem SPD und Grüne ihre Nichtteilnahme angekündigt hatten, sofern auch die Spitzenkandidaten der AfD eingeladen würden. Der SWR reduzierte seine Elefantenrunde zunächst auf Parteien mit Sitzen im Landesparlament. Neben der AfD wurden demnach auch Die Linke und die FDP ausgeladen, worauf auch CDU-Spitzenkandidatin Julia Klöckner nicht in der Elefantenrunde erscheinen wollte. Laut eigenen Angaben des SWR entschlossen sich nach einem Appell des SWR-Intendanten Peter Boudgoust schließlich alle Parteien, an dem ursprünglich geplanten Format teilzunehmen.
Nach dem Hochwasser im Landkreis Ahrweiler im Sommer 2021, bei dem zahlreiche Menschen ums Leben kamen, wurde dem SWR vorgeworfen, die Bevölkerung nicht rechtzeitig gewarnt zu haben.
In Zusammenhang mit der Wiederwahl Kai Gniffkes als Intendant geriet der Sender im Dezember 2023 in die Kritik. So sei Gniffke der einzige zugelassene Kandidat gewesen und das Wahlverfahren intransparent. Michael Hanfeld von der FAZ meinte, der SWR in Mainz sei weit entfernt vom Gebot der Staatsferne und stellte diese Auffassung in Zusammenhang mit der SPD-Mitgliedschaft Gniffkes.